# Mon propre bourreau
Pour plus de détails, voir Fiche technique et Distribution.
Mon propre bourreau (Mine Own Executioner) est un film britannique réalisé par Anthony Kimmins, sorti en 1947.

## Synopsis
Felix Milne est un psychologue surmené avec ses propres problèmes à qui Molly Lucian demande de l’aide pour soigner son mari Adam. Ce dernier est traumatisé par ses expériences dans un camp de prisonniers de guerre japonais. Son époux est sur le point de devenir schizophrène alors que Felix voit sa propre vie familiale se détériorer.

## Fiche technique
- Titre : Mon propre bourreau
- Titre original : Mine Own Executioner
- Réalisation : Anthony Kimmins
- Scénario : Nigel Balchin d'après son propre roman
- Musique : Benjamin Frankel
- Photographie : Wilkie Cooper
- Montage : Richard Best
- Production : Anthony Kimmins et Jack Kitchin
- Société de production : London Film Productions
- Société de distribution : British Lion Film Corporation (Royaume-Uni), 20th Century Fox (États-Unis)
- Pays :  Royaume-Uni
- Genre : Drame et thriller
- Durée : 108 minutes
- Dates de sortie : 
  -  France : 1947 (Festival de Cannes), 16 juin 1948
  -  Royaume-Uni : 21 novembre 1947 (Londres), 9 février 1948
  -  États-Unis : 18 janvier 1949 (New York)

## Distribution
- Burgess Meredith : Felix Milne
- Dulcie Gray : Patricia Milne
- Michael Shepley : Peter Edge
- Christine Norden : Barbara Edge
- Kieron Moore : Adam Lucian
- Barbara White : Molly Lucian
- Walter Fitzgerald : Dr. Norris Pile
- Edgar Norfolk : Sir George Freethorne
- John Laurie : Dr. James Garsten
- Martin Miller : Dr. Hans Tautz
- Clive Morton : Robert Paston
- Joss Ambler : Julian Briant
- Jack Raine : l'inspecteur Pierce
- Lawrence Hanray : Dr. Lefage
- Helen Haye : Lady Maresfield
- John Stuart : Dr. John Hayling
- Ronald Simpson : M. Grandison
- Gwynne Whitby : Miss English
- Malcolm Dalmayne : Charlie Oakes

## Distinctions
Le film a été présenté en sélection officielle en compétition au Festival de Cannes 1947.